# Adolf Russ
Adolf Russ (14. dubna 1820 Lázně Bělohrad – 23. května 1911 Kutná Hora) byl český malíř a fotograf.

## Životopis
Narodil se v Lázních Bělohrad v rodině malíře Ignáce Russe a jeho manželky Kateřiny. Vystudoval vídeňskou Akademii, okolo roku 1846 založil v Hradci Králové fotografický ateliér. První ateliér sídlil na Jiříkově třídě (dnes Československé armády). V letech 1851–1878 byl učitelem kreslení na královéhradeckém gymnáziu.
Zemřel náhle, ve věku 91 let, při pobytu v Kutné Hoře. Pohřben byl na královéhradeckém hřbitově v Pouchově.

### Rodinný život
Adolf Russ byl ženat s Kateřinou, rozenou Brautovou, pocházející z Trutnova. Nejstarší syn Julius Russ (*22. 5. 1852 v Hradci Králové – 26. 9. 1917 v Hradci Králové) byl též fotograf. Adolf Russ mu svůj ateliér předal v roce 1883.
Vnuk Adolfa Russe (syn jeho dcery Marie) byl kabaretiér Jiří Červený, zpěvačka Soňa Červená byla jeho pravnučkou.

## Dílo
Malířské dílo Adolfa Russe odpovídá duchu pozdního nazarénismu. Náměty jsou převážně figurální, žánrové a církevní. Jeho fotoateliér v Hradci Králové se specializoval na portréty.

### Galerie

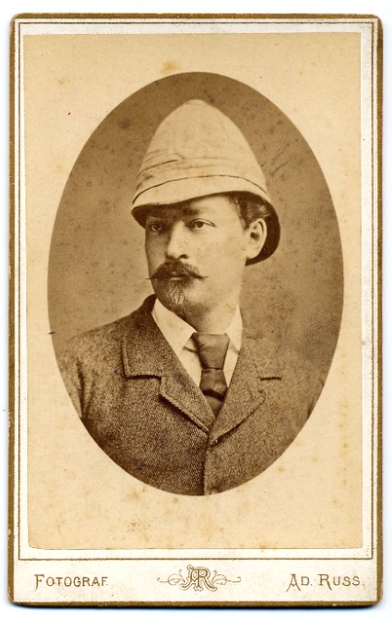
Emil Holub (foto Adolf Russ, Hradec Králové)
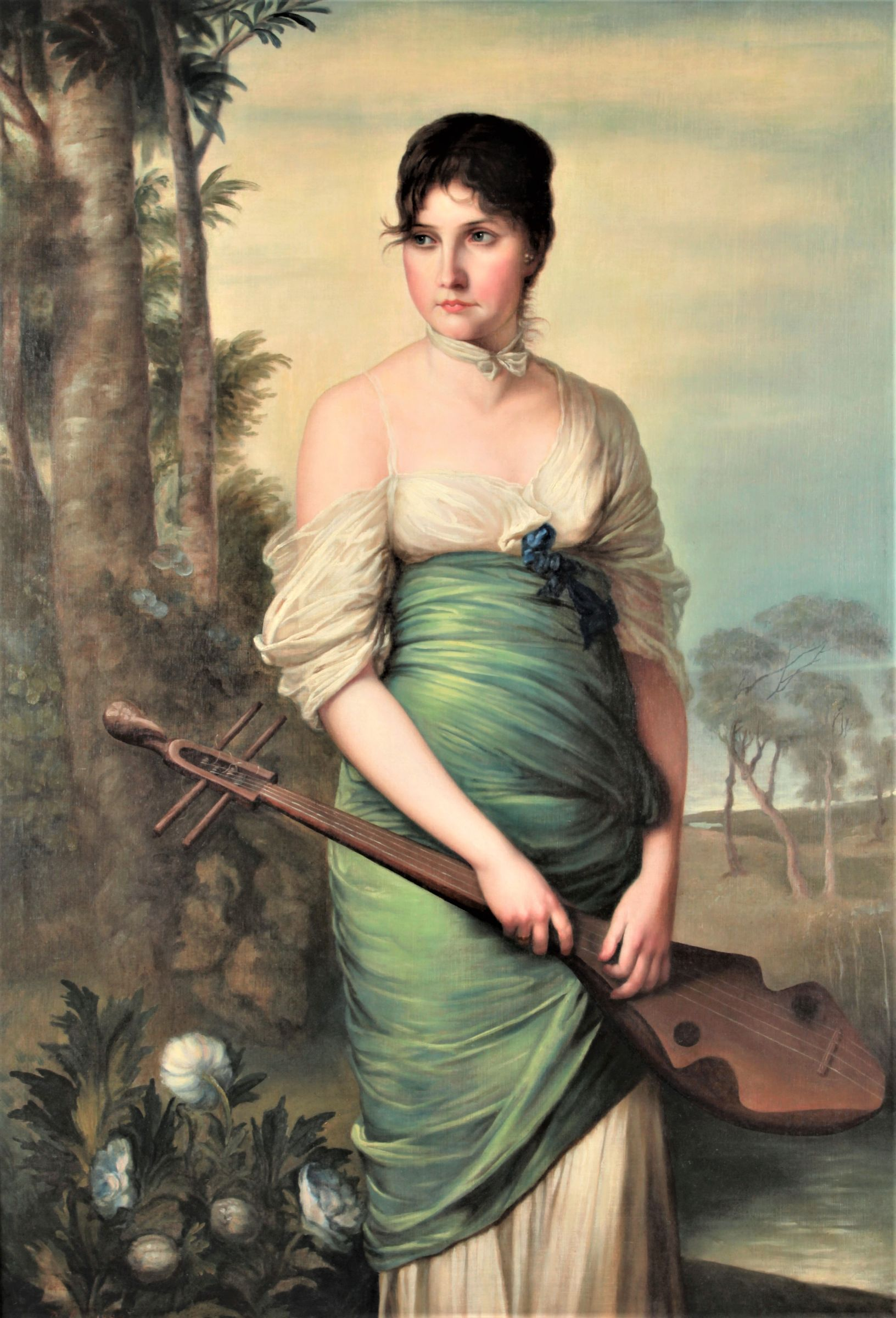
Adolf Russ: Dívka s loutnou (1883)
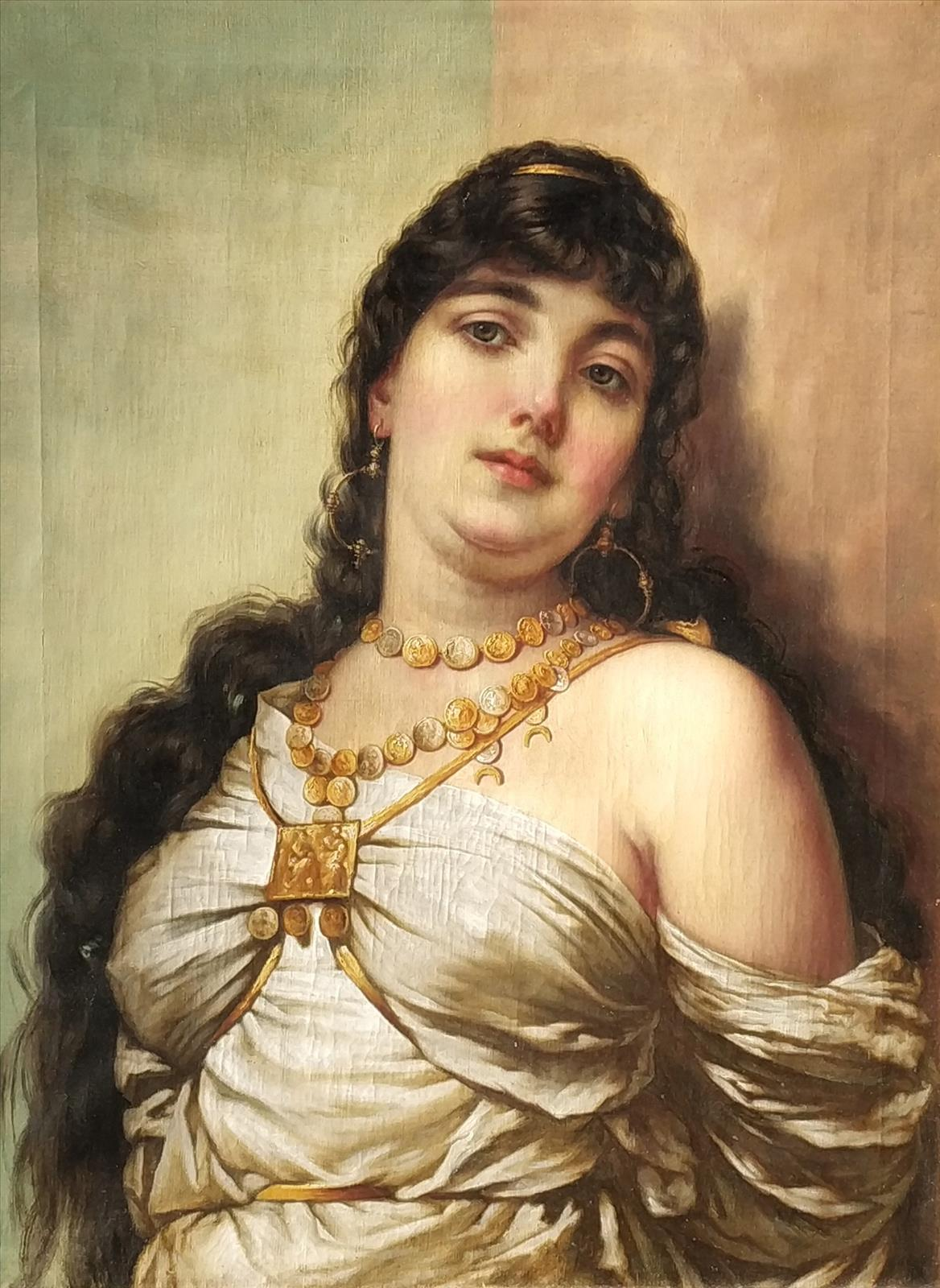
Adolf Russ: Černohorka (cca 1860)

## Zajímavost
Adolf Russ učil kreslení na královéhradeckém gymnáziu také Aloise Jiráska. Spisovatel popsal jeho podobu „muž pěkné brady s kozí bradou a s vlasy za uši do týlu česanými“. Podle Jiraskových slov byl „dobrý a shovívavý muž“.